# 特利什岩
62°41′53″S 60°52′08″W / 62.69806°S 60.86889°W
特利什岩（Telish Rock），是南極洲的岩石，位於南設得蘭群島的利文斯頓島南面，處於象角以南0.4公里和因錢特里斯岩西北面3公里，以保加利亞北部城鎮命名，現時由南極條約體系管理。